# Klunder Architecten
Klunder Architecten is een architectenbureau uit Rotterdam, dat in 1978 is opgericht door Henk Klunder.
Henk Klunder is een Rotterdams architect die bekend werd vanwege zijn ontwerp voor 1100 eurowoningen in de wijk Rozendaal in Leusden.

## Bekende projecten[2]
- Weenatoren, Rotterdam (1988-1990)
- De Boompjes, Rotterdam (1980-1989), drie woontorens
- Hoge Erasmus, Rotterdam (1999-2001)
- Renovatie Westelijk Handelsterrein, Rotterdam (1999-2001)
- De Rokade, Spijkenisse (2008-2010)
- City Campus MAX, Utrecht (2009)
- De Hofdame Rotterdam[3]
- 100Hoog, Rotterdam (2011-2013)[4]
- Woontorens Hogekwartier Amersfoort (2020)
- Woontoren Flores voor de Floriade 2022 in Almere (2020)
- Woontoren Bolero in Den Haag (2022)

## Fotogalerij
De afbeeldingen staan op volgorde van oplevering van het project

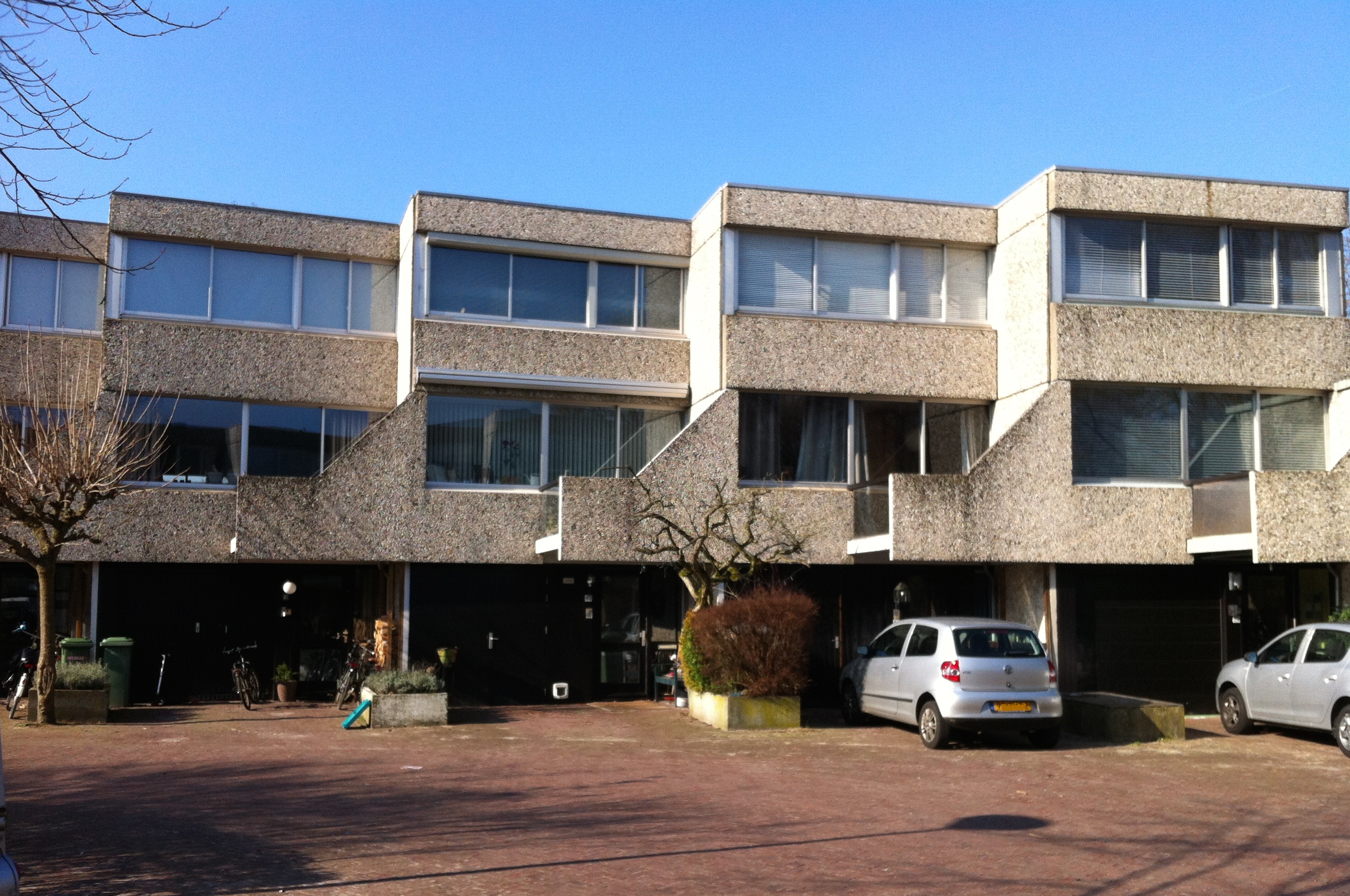
Eurowoningen in de wijk Rozendaal te Leusden, 1973 (Henk Klunder)
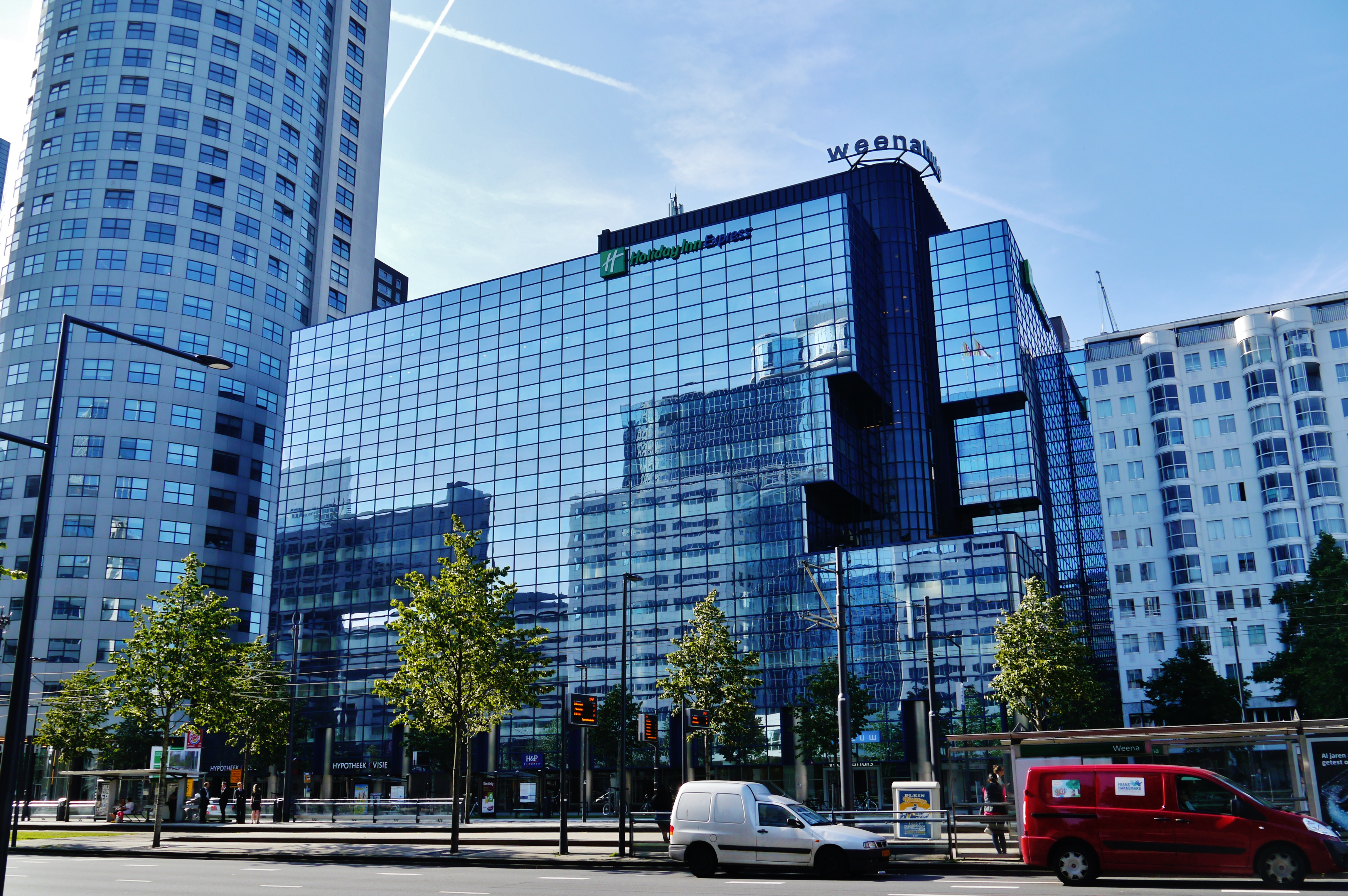
Weenahuis Rotterdam, 1987
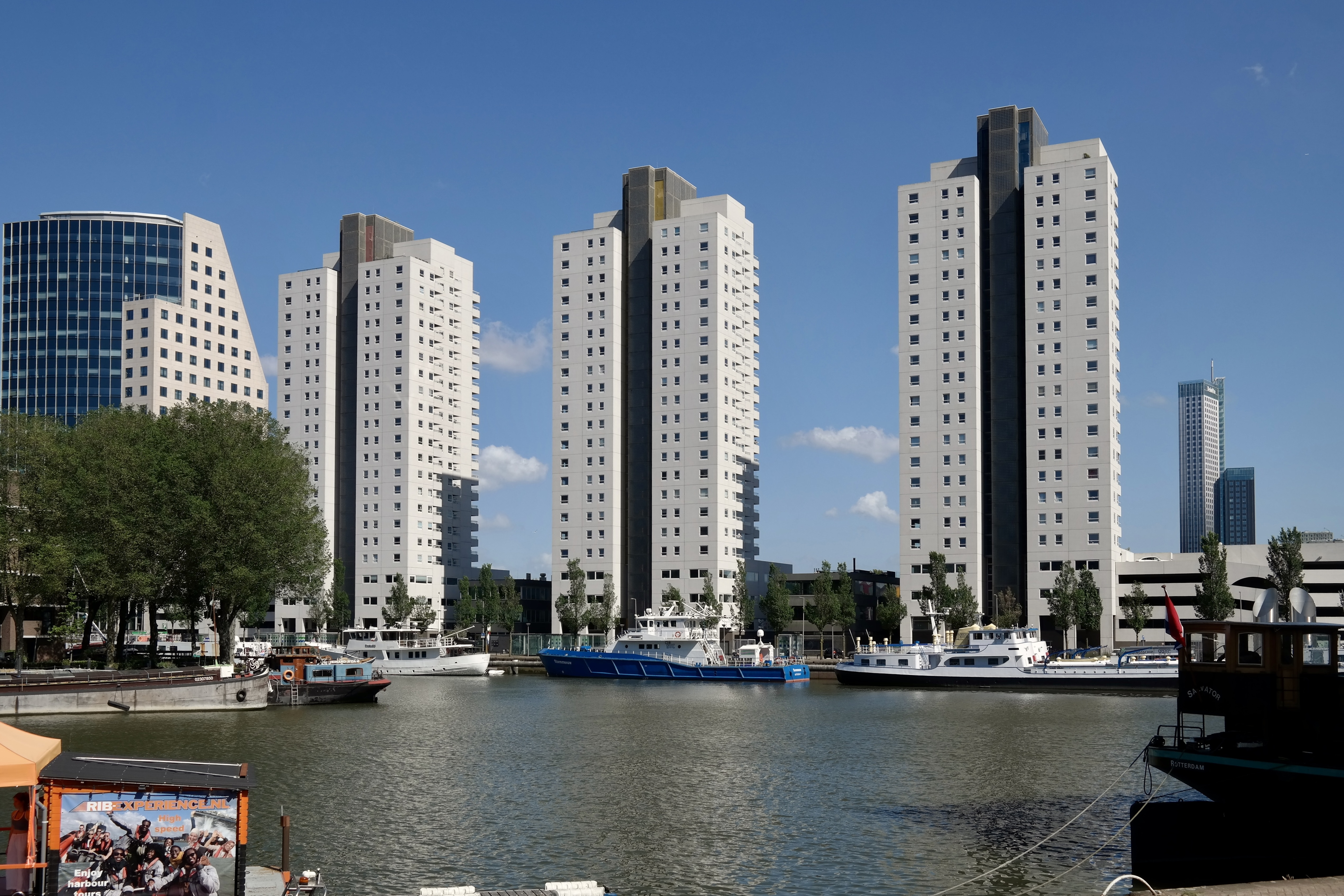
Woontorens aan de Boompjes Rotterdam, 1989
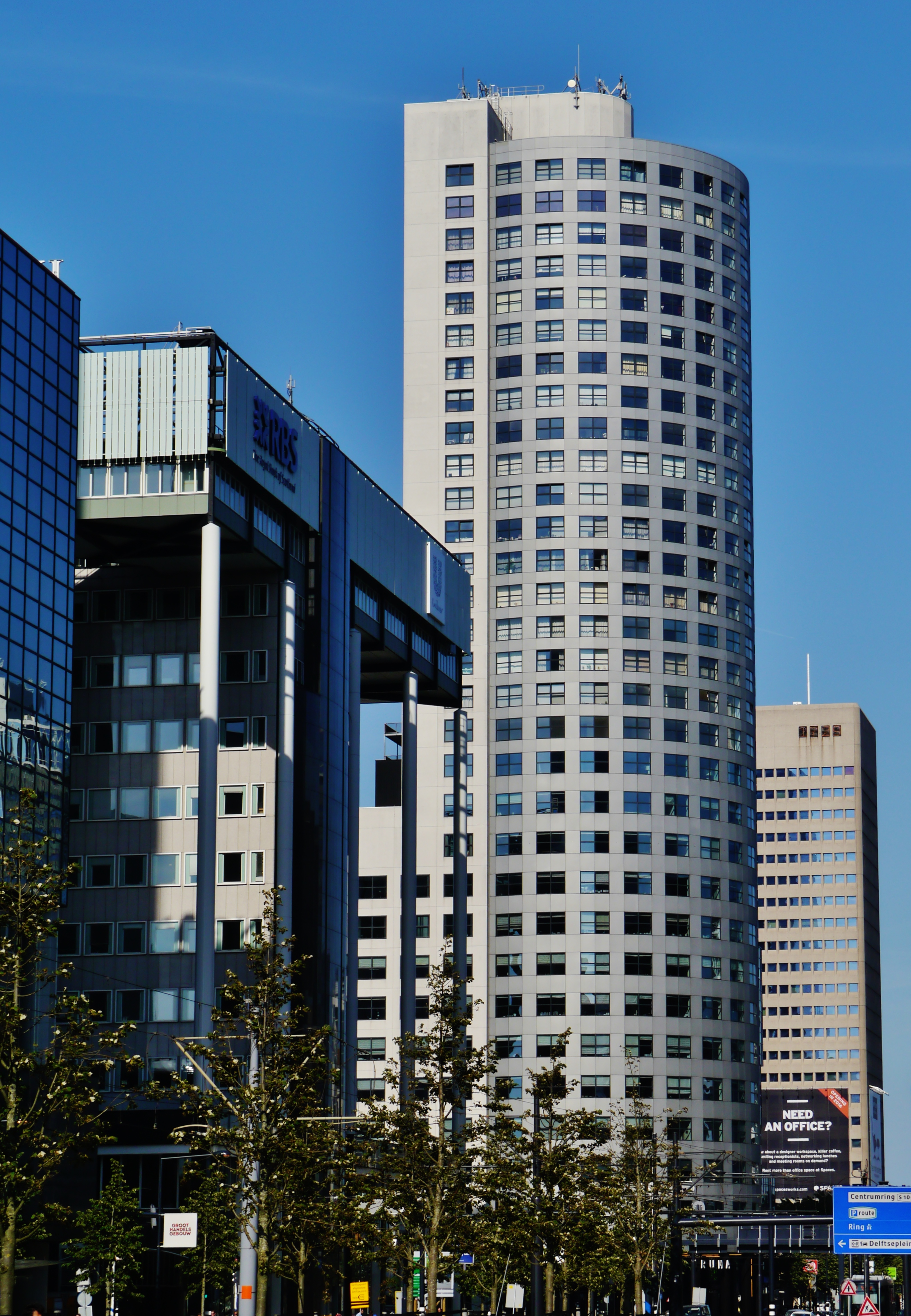
Weenatoren Rotterdam, 1990
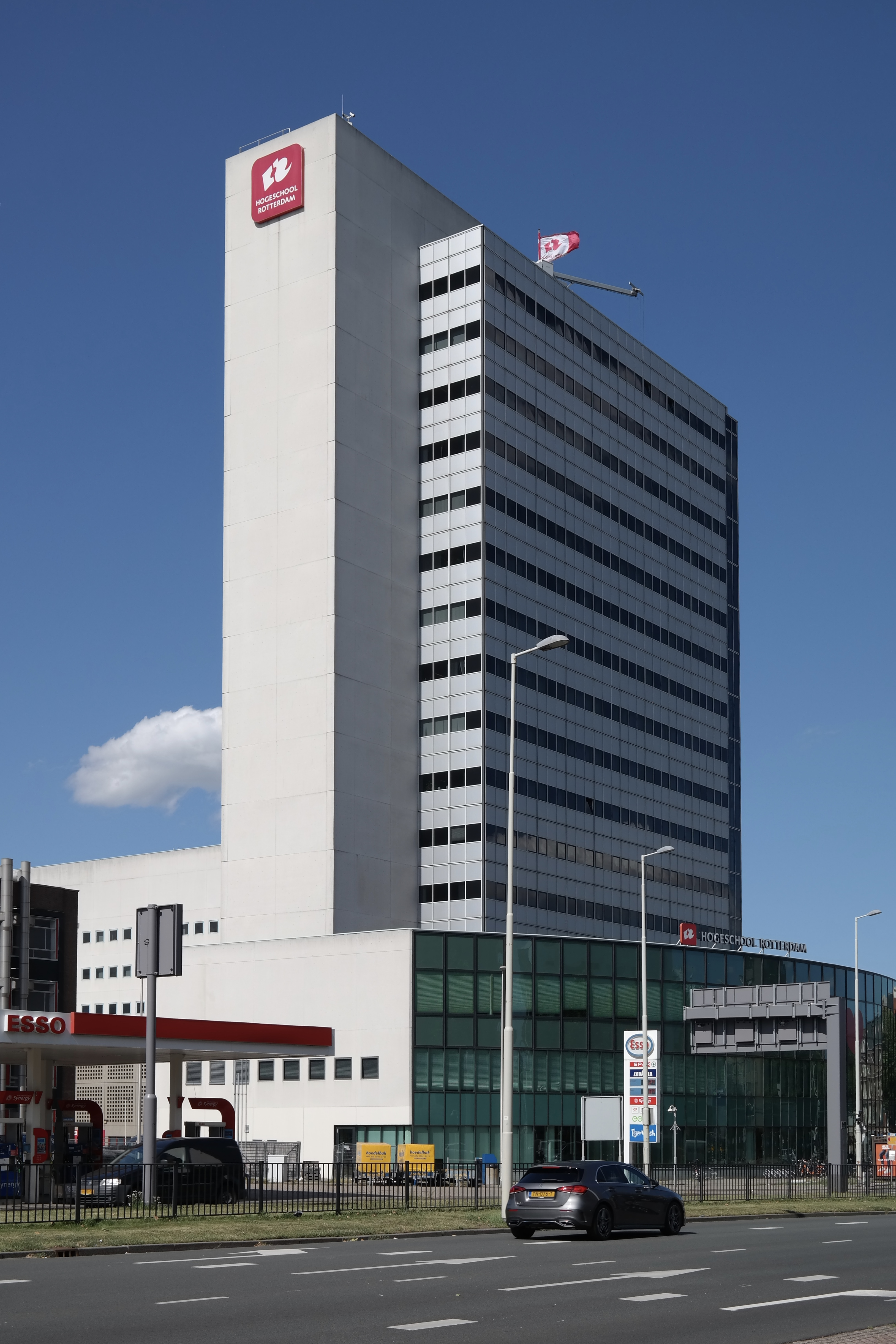
Rochussenstraat 198 Rotterdam, 1991
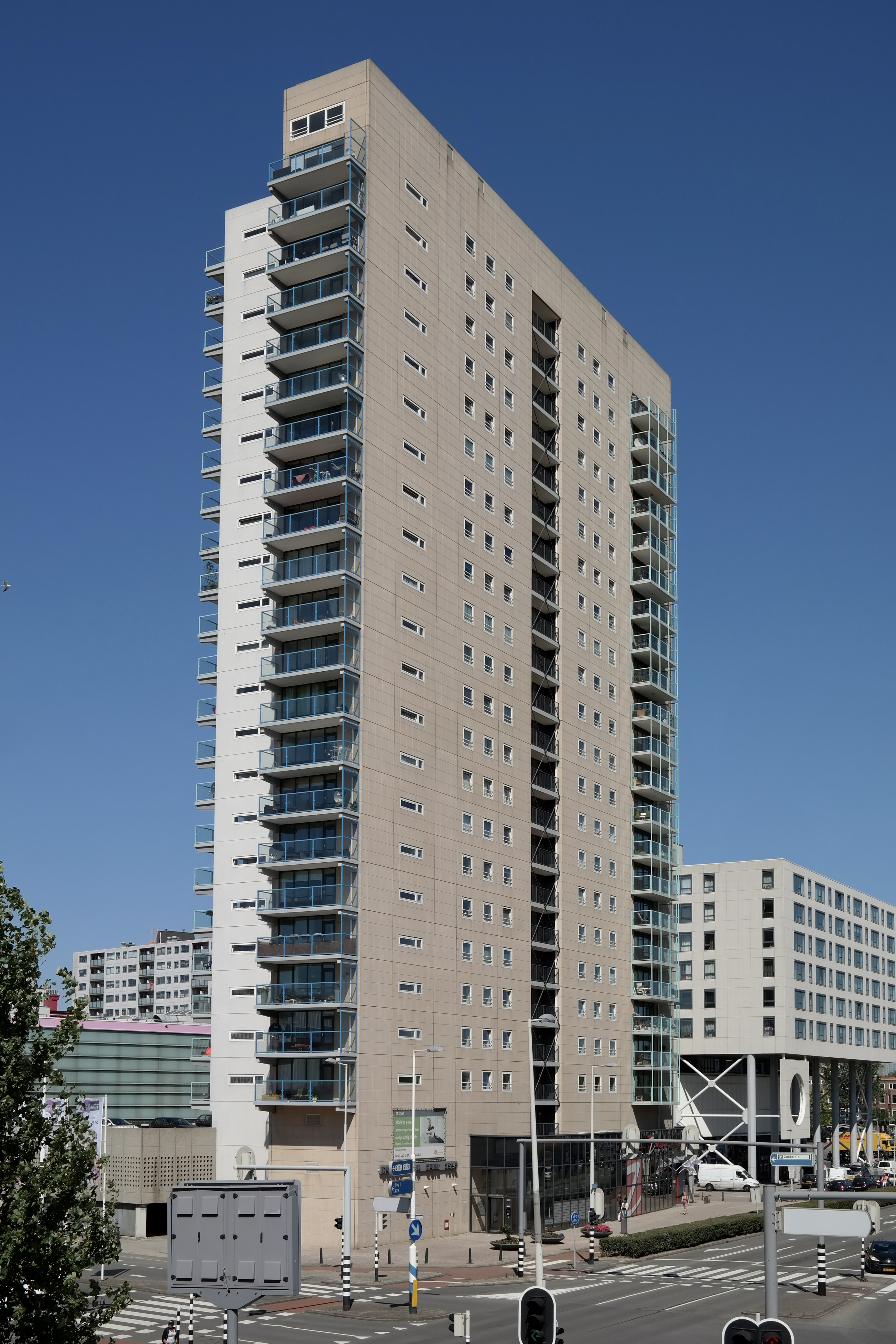
Poort van Zuid Rotterdam, 1993
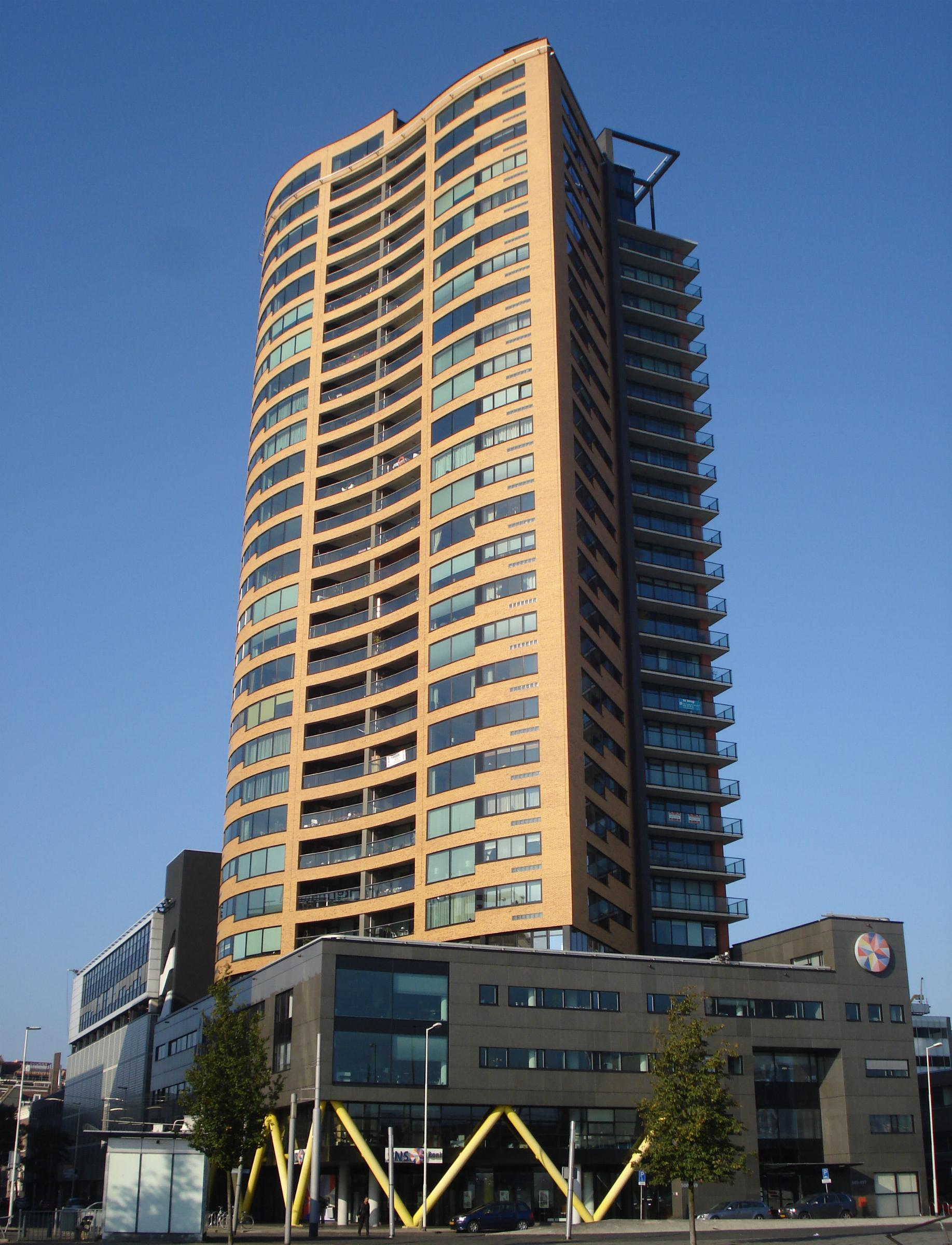
Hoge Erasmus Rotterdam, 2001
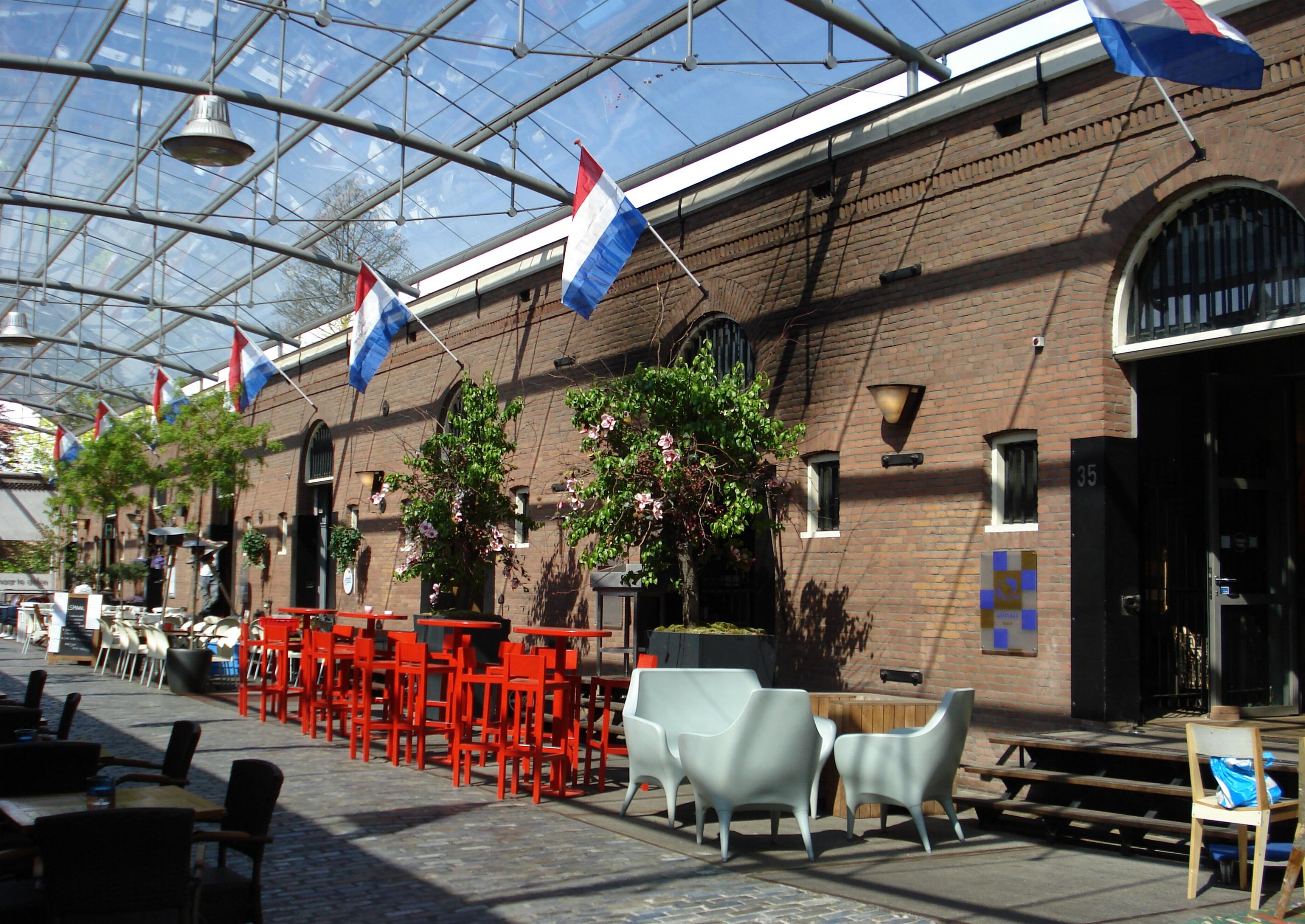
Westerlijk Handelsterrein Rotterdam, 2001
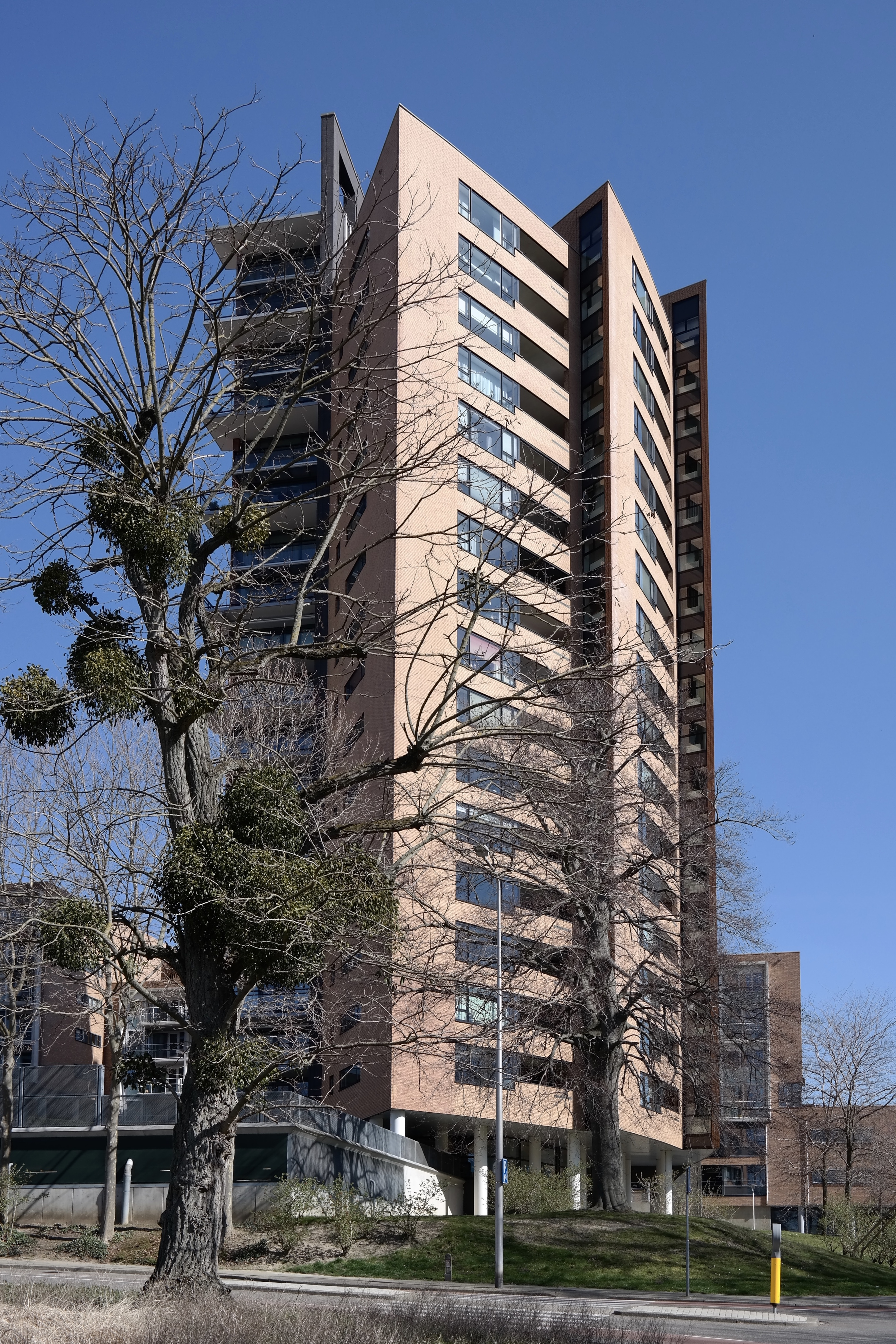
Valkenstaete Heerlen, 2002
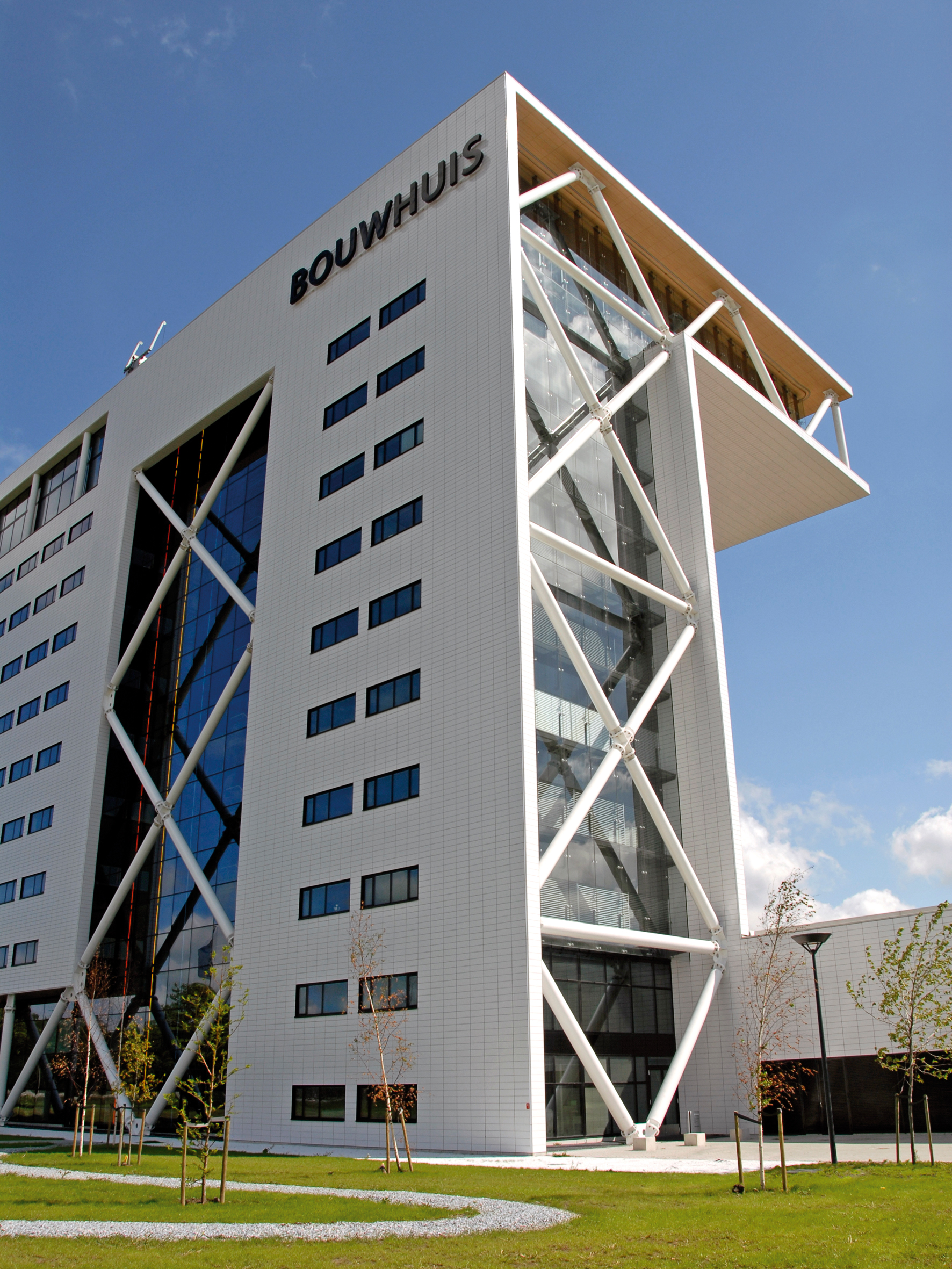
Bouwhuis Zoetermeer, 2006
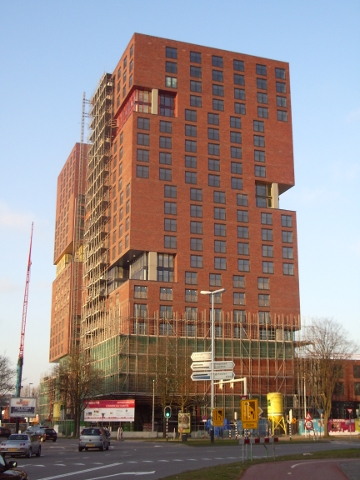
Citycampus Max Utrecht, 2009
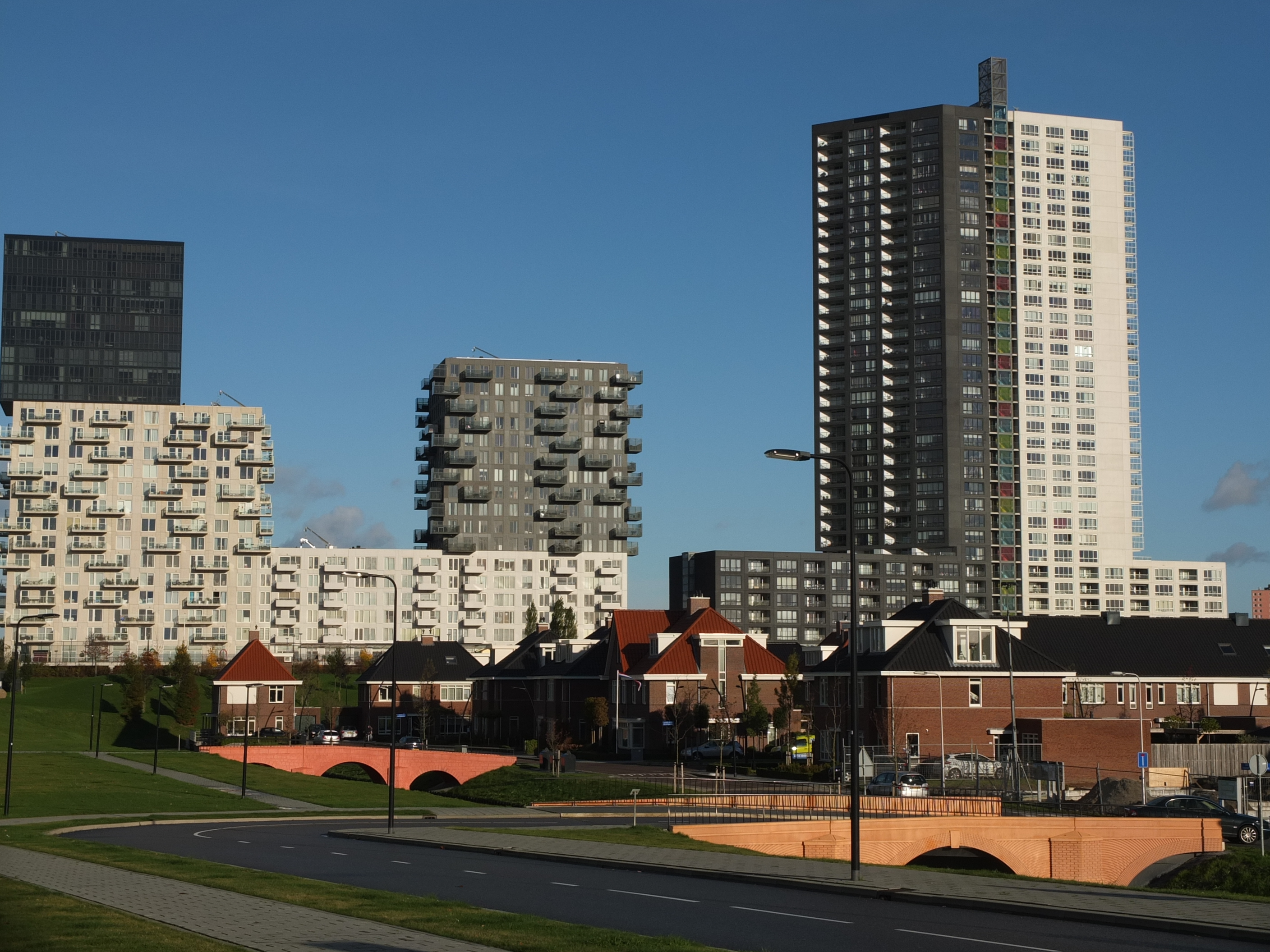
De Rokade Spijkenisse, 2010
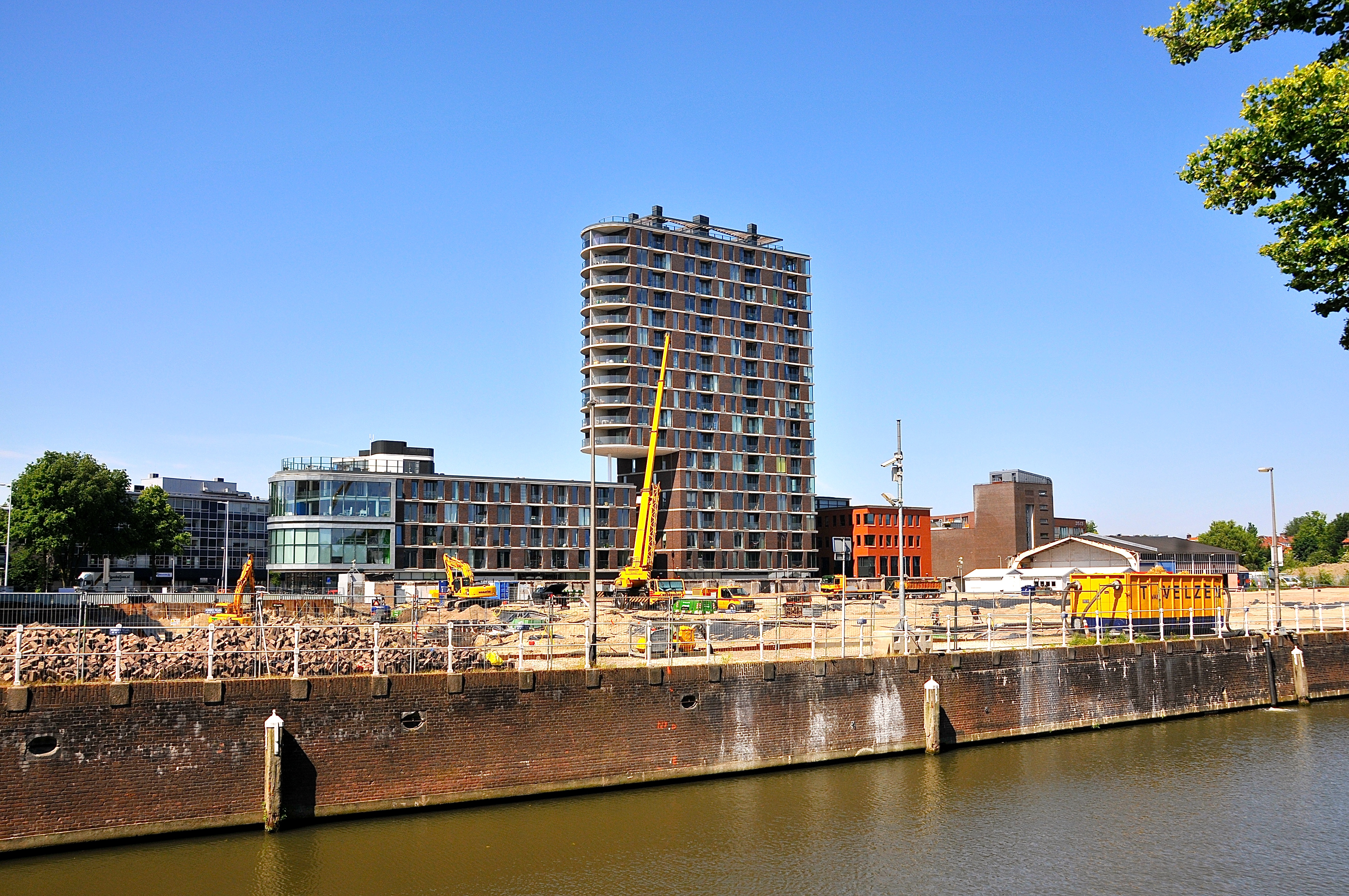
In het Noorderlicht Utrecht 2013
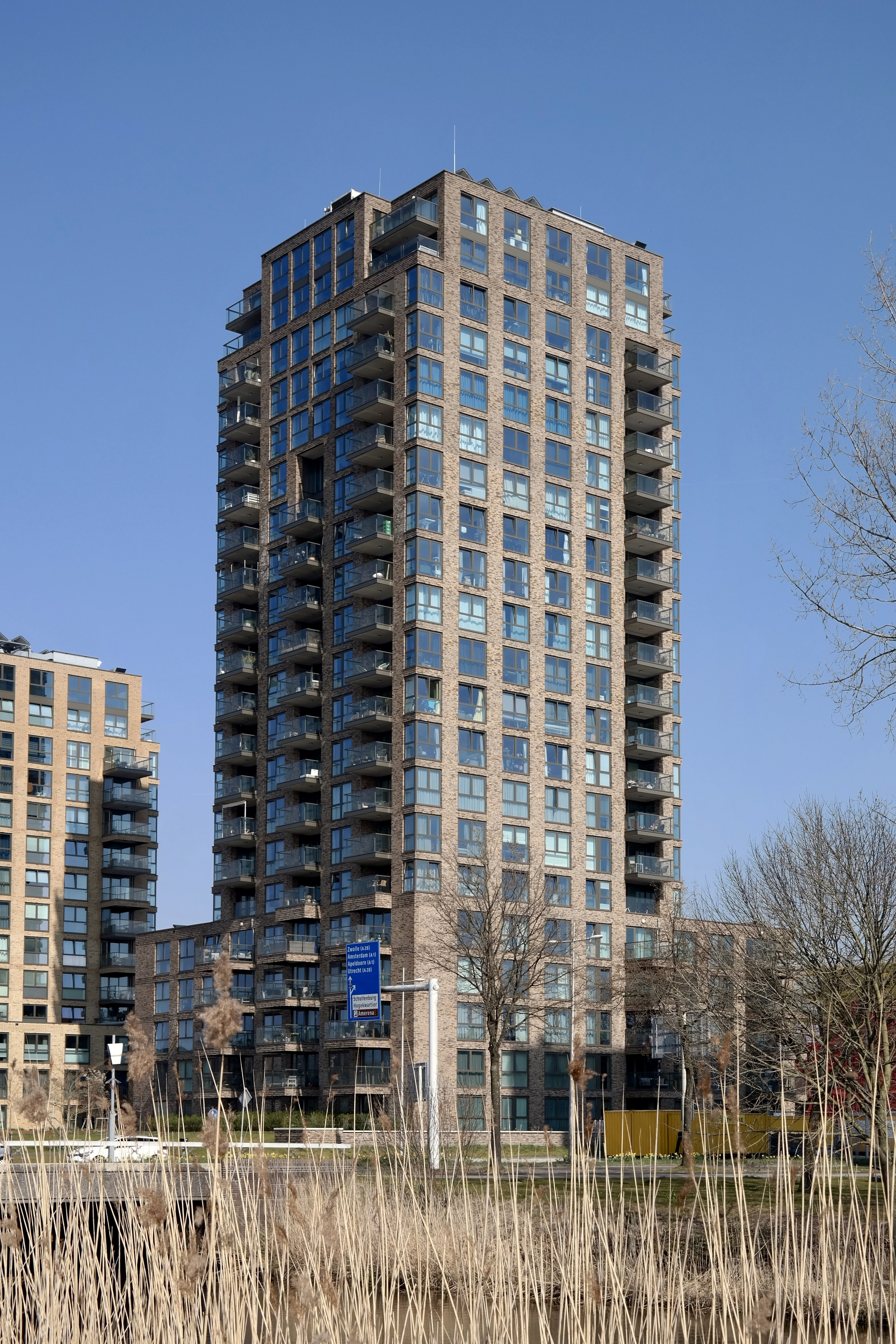
Hogekwartier Amersfoort, 2020
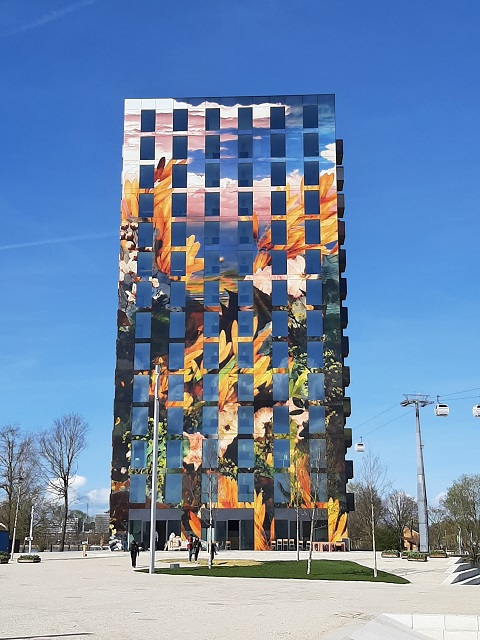
Flores Almere, 2022
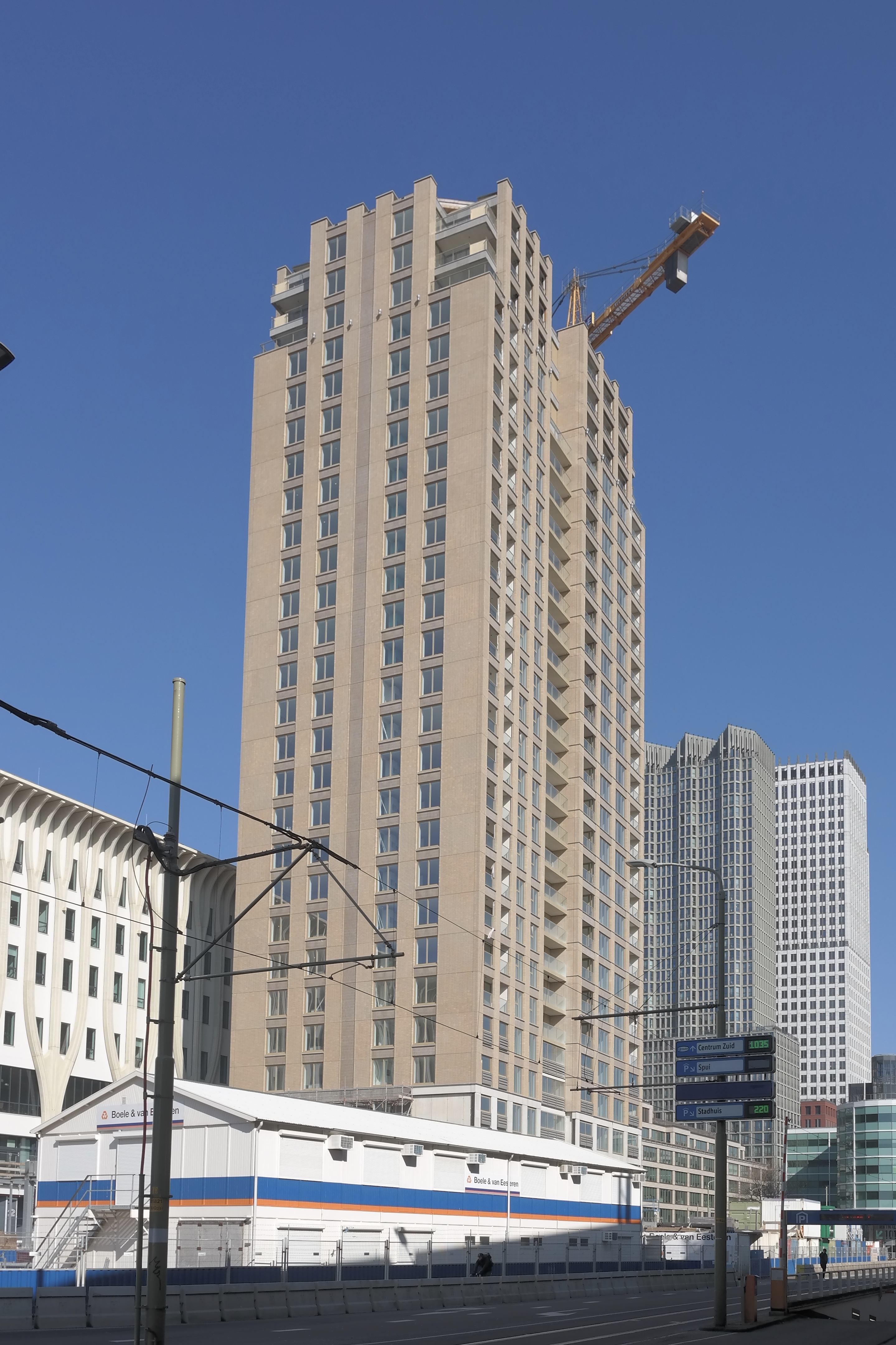
Bolero Den Haag, 2022